# HGDF Familienholding
Die HGDF Familienholding SE & Co. KG mit Sitz in Flensburg ist eine in Privatbesitz befindliche Beteiligungsgesellschaft, deren Wurzeln bis in das Jahr 1738 zurückreichen. Die Abkürzung HGDF steht für Herm. G. Dethleffsen Flensburg. Unter dieser Firma war das Familienunternehmen der Familie Dethleffsen operativ tätig, bevor es in eine Holding umgewandelt wurde.

## Geschichte
1738 gründete Christian Dethleffsen im damals dänischen Flensburg ein Handelsgeschäft, welches insbesondere Geschäfte mit den damaligen dänischen Kolonien in Dänisch-Westindien machte. Gehandelt wurde damals unter anderem mit Zuckerrohr und Rum. Flensburg war im 18. und 19. Jahrhundert einer der wichtigsten europäischen Handelsplätze für Rum. 1793 übernahm Christians Sohn Lorenz das Geschäft, welches nach seinem Tod 1825 durch seine Witwe Botilla weitergeführt wurde. 1870 teilten Lorenz’ Söhne Diederich und Hermann Georg das Unternehmen unter sich auf. Diederich übernahm die Handels- und Hermann Georg die Spirituosensparte. Die Spirituosensparte nannte sich fortan Herm. G. Dethleffsen Flensburg. Die Produktpalette wurde neben Rum um andere Spirituosen wie beispielsweise Aquavit erweitert.
Sukzessive wurde das Spirituosengeschäft ausgeweitet. So wurden die Flensburger Rum-Konkurrenten Balle und Hansen Rum erworben, aber auch andere bekannte Spirituosenmarken wie Bommerlunder und Echt Stonsdorfer. 1976 diversifizierte das Unternehmen mit dem Erwerb von Queisser Pharma (Marke Doppelherz). 1998 schließlich wurde das traditionsreiche Spirituosengeschäft, die Keimzelle des Unternehmens, an den Mitbewerber Berentzen verkauft und in der Folge das Unternehmen als reine Beteiligungsgesellschaft neu aufgebaut.

## Eigentümer
Das Unternehmen befindet sich im Besitz der Nachkommen von Hermann Georg Dethleffsen. Mit einem geschätzten Vermögen von rund 400 Mio. EUR lag die Familie 2019 laut Aussage des Manager Magazins im Ranking der 1001 reichsten Deutschen auf Platz 408.

## Beteiligungen
Stand März 2021 hält HGDF wesentliche Beteiligungen an folgenden Unternehmen:
- Queisser Pharma GmbH & Co. KG, Flensburg (Anteil: 100 %) – Arzneimittelhersteller
- Flensburger Brauerei Emil Petersen GmbH & Co. KG, Flensburg (Anteil: 75 %) – Brauerei
- Beyersdorf Dienstleistungen GmbH & Co. KG, Flensburg – (Anteil: 100 %) Gebäudereinigung
- Förde Reederei Seetouristik GmbH & Co. KG, Flensburg (Anteil 35 %) – Reederei
- ComLine GmbH, Flensburg (Anteil: 100 %) – IT-Vertrieb
- Hanseatische Pflegedienste Nord GmbH, Flensburg (Anteil: 90 %) – Pflegedienst
- Specht GmbH, Neumünster (Anteil: 100 %) – Brandschadensanierung
- Troeger GmbH, Veitshöchheim (Anteil: 100 %) – Immobilien

Zudem investiert HGDF in Start-up-Unternehmen, beispielsweise 2020 in das Münchner Telemedizinunternehmen Spring.

## Gesellschaftliches Engagement
HGDF ist Sponsor des Flensburger Rummuseums. Zudem gehört das Unternehmern zu den Stiftern des lokalen Gründer-Preises Förde-Preneur.